# Cirencester
Cirencester (wym. tradycyjna /ˈsɪ.sɪ.tə(r)/, wym. współczesna /ˈsʌɪrənˌsɛstə/) – miasto w Wielkiej Brytanii, w Anglii w hrabstwie Gloucestershire, położone 150 km na północny zachód od Londynu na wzgórzach Cotswold. Znajduje się tu najstarsza wyższa uczelnia rolnicza w świecie anglojęzycznym, Royal Agricultural College, założona w roku 1840. Miasto zamieszkuje ok. 19 000 osób.

## Historia
Najstarsza wzmianka o mieście znaleziona została w dziełach Ptolemeusza z roku 150. Miasto występuje tam jako Corinium. Było to podówczas drugie co do wielkości miasto na wyspie. W 1117 roku miasto stało się siedzibą opactwa.
W czasie angielskiej wojny domowej miasto było areną starcia sił parlamentu i rojalistów. W wyniku walk ulicznych zginęło 300 osób, a 1200 osób aresztowano. Mieszczanie popierali Parlament, miejscowa szlachta (gentry) i kler opowiedziały się za starym porządkiem. 
Od XVIII wieku miasto stało się centrum handlowym, głównie produktów spożywczych – zboża i wełny. Przez miasto przebiegały szlaki z rogatkami miejskimi, co ułatwiało handel. Decyzją parlamentu z 1894 r. Cirencester otrzymał pierwszy samorządny organ – radę miejską.

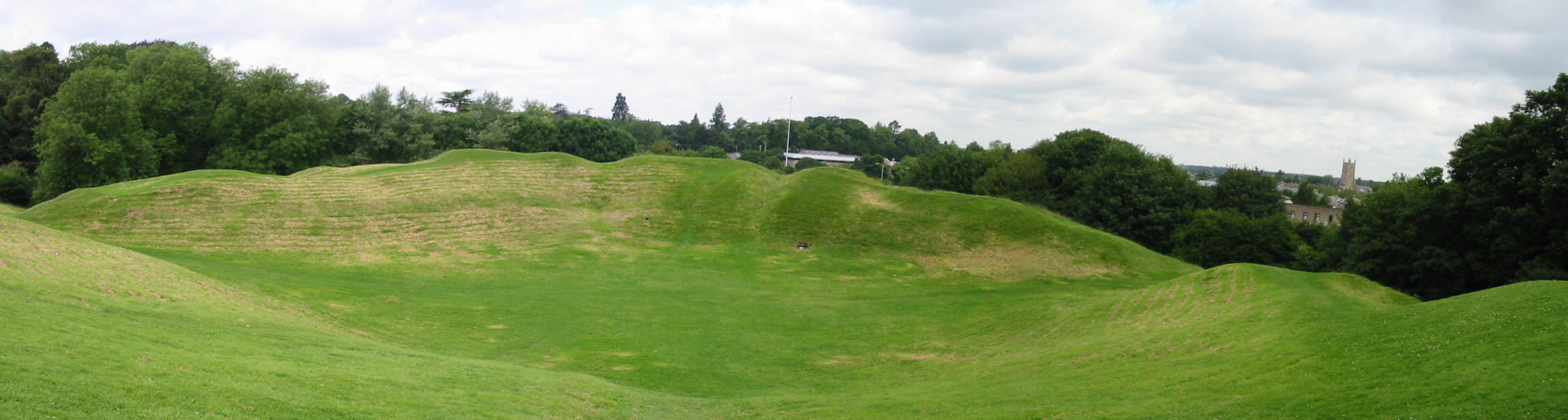
Amfiteatr rzymski

## Miasta partnerskie
- Saint-Genis-Laval
- Itzehoe